# Expedia
Expedia Inc. — це онлайн туристичне агентство, що належить Expedia Group, американській туристичній компанії, що займається онлайн-торгівлею і базується в Сіетлі. Веб-сайт і мобільний додаток можна використовувати для бронювання авіаквитків, готелів, прокату автомобілів, круїзних лайнерів та туристичних пакетів.

## Історія
Expedia.com було запущено 22 жовтня 1996 року як підрозділ компанії Microsoft.
У 1999 році Microsoft виділила Expedia як публічну компанію. Річ Бартон став генеральним директором проєкту.
У липні 2001 року USA Networks, Inc. купила Expedia у Microsoft.
У грудні 2010 року Expedia призупинила розміщення списків корпорації AMR Corporation, материнської компанії American Airlines та American Eagle Airlines через суперечку щодо того, як американські тарифи та розклади з'являлися в результатах пошуку сайту. AMR та Expedia досягли угоди у квітні 2011 року, що дозволило знову продавати квитки через загальний сайт.
У березні 2011 року Expedia купила Travel Smart Vacations на суму 11,3 мільйона доларів.
У червні 2014 року Expedia почала приймати біткойни.
У травні 2018 року Expedia купила USMEXCA TRAVELS на суму 12,6 млн доларів.

## Критика
Expedia була залучена до низки судових позовів, зокрема групових позовів під час пандемії COVID-19, зокрема щодо відмови у відшкодуванні вартості авіарейсів, скасованих через спалах коронавірусу.
У серпні 2016 року Buckeye Tree Lodge і Sequoia Village Inn, LLC подали колективний позов у Каліфорнії, звинувативши компанію та її партнерів у «нахабному обмані» через координацію з пошуковими системами Інтернету в порушення Закону Ленгема. Позов було задоволено у квітні 2021 року після того, як компанія пообіцяла не займатися неправдивою рекламою.